# Admire (метеорит)
Admire (рус. Эдма́йр) — железокаменный метеорит весом 180 кг, найденный в Канзасе в 1881 году.
Представляет собой палласит, редкий подвид железокаменных метеоритов. Всего известно 26 метеоритов этого типа. Многочисленные обломки метеорита были рассеяны вдоль линии примерно 10 километров длиной.
Дата падения метеорита неизвестна точно, датировка по содержанию 14C дала время 11 тысяч лет назад.
Возраст самого метеорита был оценён по воздействию космических лучей в 130 миллионов лет.
В Институте Вернадского РАН хранятся несколько обломков общим весом 80 кг.